# Sveigðir
Sveigðir, Swegthir, Sveigdir, Sveigder o Swegde (norreno antico: Sveigðir, "Che ondeggia") nella mitologia norrena, (Gamla Uppsala, I secolo – Russia, I secolo), è stato un re leggendario sueone della casata dei Yngling, di Uppsala.
Era figlio di Fjölnir e a lui succedette Vanlandi.

## Ynglinga saga
La Saga degli Ynglingar (Ynglinga saga) racconta che dopo aver viaggiato con dodici compagni per l'attuale Turchia e Russia, scomparve in una roccia ingannato da un nano: 
(Snorri Sturluson - Saga degli Ynglingar - Ynglinga Saga - Of Swegde.)

## Ynglingal
Snorri Sturluson nella Saga degli Ynglingar riporta un brando dell'Ynglingatal:
Dúrnis niðja

salvǫrðuðr

Sveigði vélti,

þás i stein

enn stórgeði

Dusla konr

ept dvergi hljóp,

ok salr bjartr

þeira Sǫkmímis

jǫtunbyggðr

við jǫfri gein.»
il guardiano della sala

dei figli di Dúrnir,

illuse Sveigðir,

quando il magnanimo

nipote di Dusli

balzò nel macigno

seguendo il dvergr,

e la fulgida sala

di quelli di Søkkmímir,

gremita di giganti,

ingoiò il principe.»
(Þjóðólfr ór Hvíni - Ynglingatal - 12. Frá Sveigði)
Dúrnir è un nano (dvergar in norreno), creatura ctonia (da χθόνιος, sotterraneo) che compare in altri due poemi scaldici (Dverga heiti e Laufás-Edda) e quindi si suppone che fosse abbastanza noto nella mitologia norrena.
I macigni, come quello verso cui corse Sveigðir, erano sovente posti sui tumuli. In alcune saghe li vediamo aprirsi affinché i defunti possano parlare ai vivi; o viceversa, per permettere ai vivi di unirsi ai congiunti deceduti. Quindi, questo brano presenta un inquietante messaggio: per incontrare Odino è necessario morire.